# Municipio de Wing
El municipio de Wing (en inglés: Wing Township) es un municipio ubicado en el condado de Burleigh en el estado estadounidense de Dakota del Norte. En el año 2010 tenía una población de 27 habitantes y una densidad poblacional de 0,29 personas por km².

## Geografía
El municipio de Wing se encuentra ubicado en las coordenadas 47°7′10″N 100°19′33″O / 47.11944, -100.32583. Según la Oficina del Censo de los Estados Unidos, el municipio tiene una superficie total de 91.77 km², de la cual 91,73 km² corresponden a tierra firme y (0,04 %) 0,04 km² es agua.

## Demografía
Según el censo de 2010, había 27 personas residiendo en el municipio de Wing. La densidad de población era de 0,29 hab./km². De los 27 habitantes, el municipio de Wing estaba compuesto por el 100 % blancos. Del total de la población el 0 % eran hispanos o latinos de cualquier raza.